# Escala Wechsler de Inteligencia para Niños
La Escala Wechsler de Inteligencia para Niños (WISC) es una escala para valorar la inteligencia y aptitudes intelectuales en niños en el ámbito clínico y psicopedagógico. Derivada de la escala Wechsler-Bellevue, fue elaborada por David Wechsler para aplicarla a  personas menores de 16 años. Al igual que la WAIS, nos provee de una puntuación global denominada Cociente Intelectual Total (CI total).

## Historia
La necesidad de hacer comparables las puntuaciones obtenidas por sujetos de distintas edades, llevó a Wechsler a elaborar una versión distinta de la escala Wechsler-Bellevue (ideada para adultos) que fuera aplicable a personas menores de 16 años. Esta nueva escala vio luz en 1949, con el nombre de Escala de Inteligencia Wechsler para Niños (WISC).
La WISC mantiene la estructura de la citada escala para adultos, con algunas adaptaciones: introducción de ítems más fáciles al comienzo de los subtests que la integran, y aparición de una nueva subprueba dentro de la Escala Manipulativa (Laberintos).
En 1974 salió una segunda edición, la Escala de Inteligencia Wechsler para Niños-Revisada, con el contenido y la baremación actualizados. El 28% de los ítems son nuevos, y en algunos de los demás existen modificaciones. La edad de aplicación es de 6 años hasta los 16 años y 11 meses, y se tipificó a través de una muestra de 2200 sujetos representativa de la población estadounidense.
En 1991 aparece la Escala de Inteligencia Wechsler para Niños-Tercera Edición (WISC-III), con una notable mejora en la tipificación, ya que para la estratificación de la muestra se usó, además de la edad y raza (variables usadas en la versión anterior), el sexo, la región geográfica y el nivel educativo de los padres. Esta última versión mantiene el 73% de los reactivos de la WISC-R, y añade una subprueba más a la Escala Manipulativa (Búsqueda de Símbolos). La escala queda, por tanto, integrada por 13 subtests.

## Descripción de la WISC-IV
La WISC-IV (2003) está formada por 15 pruebas: 10 principales y 5 opcionales. A través de ellas, se obtiene un perfil de puntuaciones escalares, un CI total y cuatro índices: Comprensión Verbal, Razonamiento Perceptivo, Memoria de Trabajo y Velocidad de Procesamiento.  
Permite comparar el rendimiento en los distintos índices y pruebas, muchos puntos fuertes y débiles y realizar un análisis de procesamiento. 
La información obtenida mediante esta prueba es útil para evaluar dificultades de aprendizaje, funciones ejecutivas, lesiones cerebrales traumáticas, altas capacidades, discapacidad intelectual y otras alteraciones médicas y neurológicas. La adaptación a población española salió en 2005.
En cuanto a las novedades que presenta frente a las anteriores, encontramos:
- Mejorar las propiedades psicométricas.
- Un mayor conocimiento de las características del desarrollo cognoscitivo e intelectual.
- Hacerla más comprensible modificando las instrucciones.
- Mayor número de reactivos de enseñanza, muestra y práctica.
- Actualización de diseños de la libreta de estímulos para que sean más llamativos, atractivas e interesantes.
Entre las entidades contempladas en este podemos ver: Retraso mental (leve, moderado, severo), aptitudes sobresalientes, trastornos de aprendizaje, trastornos de déficit atencional con hiperactividad (TDAH), trastornos del lenguaje, trastorno autista, trastorno de Asperger y trastorno motor entre otros. 

## Versión actual: WISC-V

### Novedades
La WISC-V (2014) introduce algunas novedades, entre ellas la eliminación del Índice de Razonamiento Perceptivo (IRP) y su sustitución por los índices Visoespacial (IVE) y de Razonamiento Fluido (IRF). Los especialistas destacan, como puntos fuertes:
- Atiende a la manifestación multidimensional de la inteligencia abordando diferentes manifestaciones de la misma.
- Su tiempo de aplicación, más breve que en la anterior versión, se adapta a grupos clínicos con dificultades de atención o motivación, o que muestran fatiga a lo largo del desempeño.
- Diferencia nuevos índices de razonamiento fluido y visoespacial, y aporta nuevas medidas de memoria de trabajo.
- Incluye nuevos índices secundarios que ayudan a ajustar el diagnóstico a situaciones clínicas específicas.
- Se refuerza la fiabilidad de las puntuaciones.

### Tareas pendientes
Queda por analizar la invarianza de medición de las puntuaciones, el DIF en función del género, edad u otras variables de interés y la
función de información bajo la TRI.

### Versión en castellano
La adaptación española del WISC-V fue lanzada en 2015, corriendo su edición a cargo de Pearson Educación (a diferencia de la anterior, editada por TEA Ediciones). 
Esta versión consta de 15 pruebas organizadas en tres niveles de interpretación: la escala total o CI total, los índices primarios (Comprensión verbal, Visoespacial, Razonamiento fluido, Memoria de trabajo y Velocidad de Procesamiento) y los índices secundarios (Razonamiento cuantitativo, Memoria de trabajo auditiva, No verbal, Capacidad general y Competencia cognitiva).
En otros países de habla hispana también se han realizado adaptaciones.  En Chile, la escala WISC-R fue adaptada y estandarizada para el Área Metropolitana de Santiago en 1980. Más adelante, se publicó en 2008 una versión chilena del WISC-III, el que se utilizó preferentemente hasta 2017, año en que se anunció la estandarización del WISC-V y su pronta publicación.